# اورلیوس ویکتور
اورلیوس ویکتور (انگلیسی: Aurelius Victor; ۱ ژانویهٔ ۰۳۲۰ – ۱ ژانویهٔ ۰۳۹۰) تاریخ‌نگار، و شاعر اهل روم باستان بود. وی که از مورخین سده چهارم میلادی است و در تاریخی که به نام خود نگاشته، اشاراتی به تاریخ دوره ساسانی کرده‌است که برای تدوین و مطالعه این دوران سودمند است. تاریخ اورلیوس در سال ۳۶۰ خاتمه یافت.